# 미야케하치만역
미야케하치만역(일본어: 三宅八幡駅, みやけはちまんえき)은 일본 교토부 교토시 사쿄구에 위치한 에이잔 전철 에이잔 본선의 역이다. 역 번호는 E07이다.

## 역사
- 1925년 9월 27일: 영업 개시.
- 1942년 3월 2일: 교토 전등의 철궤도 사업을 게이후쿠 전기 철도가 승계, 게이후쿠 전기 철도 에이잔 본선의 역이 됨.
- 1986년 4월 1일: 게이후쿠 전기 철도가 에이잔 본선을 에이잔 전철에 양도, 에이잔 전철 에이잔 본선의 역이 됨.

## 역 구조
상대식 승강장 2면 2선의 구조이고 무인역이다. 책이나 기둥 등은 미야케하치만 궁을 따서 붉게 칠해졌다. 주요 출입구는 승강장의 야세히에이잔구치 역 방향에 있고, 역 구내 건널목(제1종갑)도 이쪽에 있지만 데마치야나기 방향 승강장 쪽에도 작은 출입문이 있다.
상하행선 승강장이 배리어 프리에 대응하지 않는다. 레일 면에서 승강장까지는 계단 뿐이지만, 휠체어 등에서의 이용에는 간호자가 필요하다.

### 승강장
|  | ■ 에이잔 본선(상행) | 다카라가이케・데마치야나기 방면 |
|  | ■ 에이잔 본선(하행) | 야세히에이잔구치 방면           |

## 역 주변
오하라 가도(국도 제367호선)가 고노 강을 건너는 미야케바시에서 100m 정도 남쪽에 들어간 곳에 있다. 주변은 오래된 농가의 모습을 남기고 가서 주택지와 공존한다.
- 미야케하치만 궁
- 교토 시립 가미코야 초등학교
- 고노 강
- 에이잔 전철 가미코야 변전소

## 인접역
| 에이잔 전철 ■ 에이잔 본선          | 에이잔 전철 ■ 에이잔 본선 | 에이잔 전철 ■ 에이잔 본선                  |
| ---------------------------------- | ------------------------- | ------------------------------------------ |
| E06 다카라가이케 데마치야나기 방면 |                           | 야세히에이잔구치 E08 야세히에이잔구치 방면 |